# TATTOO＜刺青＞あり
『TATTOO＜刺青＞あり』（タトゥーあり）は、1982年（昭和57年）に公開された日本映画。

## 概要
1979年に起きた事件三菱銀行人質事件の犯人の梅川昭美に材を取った作品。『映画情報』1982年4月号には「毎日新聞社会部（大阪）編『破滅―梅川昭美の三十年』 (晩聲社刊）を原作に、不遇な環境で母に溺愛されて成長し、初恋の女で一緒に暮らした女に逃げられて自暴自棄になる以外抑制の効かなかった青年の物語)と書かれているが、事件自体の描写は省略されている。主役の竹田明夫を音楽家の宇崎竜童が演じて話題となった。
それまでピンク映画を50数本監督してきた高橋伴明の初の一般映画監督作品。井筒和幸がプロデューサーを務め、俳優もスタッフもピンク映画並のギャラに値切って参加してもらったと回想している。女優の関根恵子はこの映画のヒロイン役で高橋伴明と知り合って結婚し、高橋惠子となった。山口組の田岡一雄組長を狙撃して惨殺された鳴海清の愛人と梅川の愛人が同一女性だったという新聞記事に着目して映画化、劇中には鳴海をモデルにした暴力団員も登場させている。

## あらすじ
昭和38年の広島。15才の竹田明夫は押し込み強盗を働き、主婦を刺殺して少年院に送られた。明夫の母・貞子は明夫を溺愛し、明夫も母親孝行を忘れなかったが、共に底辺に生きる自我ばかり強い母子だった。二十歳になった明夫は保護観察も解けて自由の身となるが、また事件を起こしては逮捕される暮らしで、胸と肩に虚仮威(こけおど)しの小さなタトゥー(入れ墨)を彫った。母の貞子は、明夫が三十歳で大成すると広言し、明夫自身もその気でいた。
大阪に出て、キャバレーのボーイとなった明夫は、ホステスの三千代に一目惚れし、男と同棲している三千代にプレゼント攻勢をかけて横取りした。明夫は、酔うと三千代に暴力を振るったが、シラフでは非常に優しく、料理も作る男だった。キャバレーで猟銃免許を持っていることを自慢する客を見て、自分も免許を取り、銃を買って腕を上げる明夫。
キャバレーで店長まで出世したが、30才を前に店を辞め、会社を立ち上げる明夫。実体は取り立て屋に過ぎなかったが、30は男の節目だから「ドデカイこと」をするが明夫の口グセだった。
銃が登場するハードボイルド小説から、フロイト、ニーチェまで本を読み漁る明夫。自宅で身体も鍛えるが、ホステスとして明夫を支える三千代には、相変わらず激しい暴力を振るっていた。ついに明夫の前から姿を消す三千代。
殺し屋の実録小説を読み、殺人に傾倒していく明夫。大金をせしめて母親に楽をさせ、人生を立て直す為に銀行強盗を計画するが、実行前に30才になってしまった。そんな時、三千代の居所が判明したが、三千代は全身入れ墨のヤクザ・鳴海の女になっていた。自分は「ドデカイこと」をして新聞に載ると嘯(うそぶ)く鳴海。実際に鳴海は敵対する神戸の組長を殺し、報復攻撃で殺されて新聞に大きく名が載った。
銀行襲撃を決意する明夫。たが、相棒にと当てにしていた幼なじみは車を用意しただけで逃げてしまった。一人きりで大阪の銀行に押し入り、警察によって射殺される明夫。一人残された母の貞子は郷里に明夫の遺骨を連れ帰った。

## キャスト
- 竹田明夫：宇崎竜童
- 三千代：関根恵子
- 竹田貞子：渡辺美佐子
- 美代子：太田あや子
- サト子：忍海よし子
- 島田照也：矢吹二朗
- 佐藤：下元史朗
- 少年時代の明夫：島貫晃
- 三千代の新しい情人：山路和弘
- 竹田竜雄：武藤英司
- 早苗：風間舞子
- 高木：内山森彦
- 水野：ポール牧
- 大崎：戸井十月
- 三千代の父：垂水悟郎
- 三千代の母：青木和子
- 刺青師：泉谷しげる
- 検死官：荻島真一
- 書店の親父：原田芳雄
- 電気屋の社長：植木等
- クレー射撃場の客：西川のりお
- クレー射撃場の客：上方よしお
- キャバレーのウェイター：趙方豪
- フェリー発着場の酔っ払い：大杉漣
- 電気屋の店員：北野誠
- バーのホステス：秋元めぐみ
- 巡査：今泉洋
- 刑事：坂田祥一郎
- 巡査：加藤益弘
- 刑事：椙山拳一郎
- 刑事：田村貫
- 男：野上正義
- 中年の婦人：西岡慶子

## スタッフ
- 企画：多賀祥介
- 監督：高橋伴明
- 脚本：西岡琢也
- プロデューサー：井筒和幸
- 製作：佐々木史朗（ATG）
- 撮影：長田勇市
- 照明：三好和宏
- 音楽：宇崎竜童
- 美術：細石照美
- 編集：菊池純一
- 録音：福田伸（福島音響）
- 音響効果：小森護雄（録音処）
- DBスタジオ：日映録音
- 製作補：磯村一路
- 記録：作間清子
- 美粧：小堺なな
- 美術助手：部谷京子
- スチール：北出博基、今村幸正
- PR：戸井十月
- タイトル文字：山口至剛
- 刺青：霞涼二
- 助監督：水谷俊之
- 監督助手：米田彰、周防正行
- 製作進行：福岡芳穂

## 主題歌
- 内田裕也&トルーマンカポーティロックンロールバンド「雨の殺人者」（作詞：東海林良、作曲：宇崎竜童、編曲：大野克夫、ワーナーパイオニア）
- 宇崎竜童「ハッシャバイ・シーガル」（作詞：阿木燿子、作編曲：宇崎竜童、EPICソニー）

## 製作
宇崎竜童はこの年、10年以上、いかなるときでも外したことのなかったサングラスを外した。理由として「時が流れ、サングラスは弱いヤツでも強く見えることが一般的にも分かってしまい、つまらなくなったこと」、「無理にはったりをかましてやることはない。素顔で勝負できないならこの先やっていく必要はないと悟ったから」などと述べた。しかし映画の出来上がりを見てビックリ。「狂気のキョの字もないのよ、ぼくの顔に。こいつが銀行で『ソドムの市』を知ってるか！、て言葉を吐き、なおかつそれを行動に表してしまう男かいな、まずいなあって思った。スクリーンのぼくは幸せな家庭に育った正常な顔をしてる。しかし監督はOKっていうんだよ。それで監督に確かめたら『うん、フツウのやつが撮りたかった』っていうんだ」などと述べている。

### キャスティング
関根恵子は、1981年の日活ロマンポルノ『ラブレター』で中村嘉葎雄と濃厚なファック演技が評判を呼び、にっかつの興収新記録を作った。この実績により各社引っ張りだこになり、本作も最初はにっかつで製作を予定し、関根は本作と『火の蛾』（池田敏春監督を予定していた）の両方出演を予定していた（死んでもいい (1992年の映画)#製作参照）。本作は配給がATGに変更されたことで、監督の高橋伴明はまだ無名だったこともあり、当初は東京一館のみの上映予定だったが、関根の『ラブレター』での実績もあって前評判も高かったことから、全国20館以上での拡大ロードショーが決まり大ヒットした。更なる関根恵子の魅力を引き出そうと『火の蛾』が1982年7月中旬クランクイン、9月に東映系で公開と報道されたが、関根が降板し、企画も流れた。『火の蛾』は『死んでもいい』とタイトルを変え、1992年に大竹しのぶ主演・石井隆監督で製作されている。
関根は記者会見で、1979年に河村季里とバンコクに逃亡した件について報道陣から質問を浴びせられたが、「罪滅ぼしの気持ちで出演する。大したことを犯したとも思ってない」などと開き直った。関根は役作りなどの打ち合わせで連夜、高橋監督や宇崎らと飲み歩き、関根があまりにツッパるため、高橋に平手打ちを喰らわされてもなお降板はしなかった。
高橋は当時無名で、ピンク映画の監督作品に舞台やブラウン管で活躍する大女優・渡辺美佐子が出演することも当時のマスメディアに大きく取り上げられた。渡辺は「あの事件のとき、現場にやってきて息子を説得できず、よろよろと路地裏を歩いていた梅川の母親をテレビ報道で見たときの記憶が強すぎて、この役を引き受けるのにとても迷いました」と話したが、映画関係者はその理由に加え、高橋伴明の監督としての力量にも迷いがあったのではないかと見ていた。

## 宣伝

### キャッチコピー
自動ドアーの向こうに

明日があるはずだった。

奴にはケジメが必要だった……。

## 興行
ATG創立20周年記念作品として、ATG初の新作二本立て興行として『九月の冗談クラブバンド』とともに東京・有楽シネマ、新宿オデヲン座、池袋日勝文化、横浜東宝シネマ、川崎スカラ座、大宮ハタシネマ2の六館で封切。

## 作品の評価
トレードマークのサングラスを外した宇崎竜童は「これ以上の適役はない」とその"役者ぶり"が称賛された。

## 受賞等
- 第4回ヨコハマ映画祭
  - ベストテン3位
  - 監督賞（高橋伴明）
  - 主演男優賞（宇崎竜童）
- 第56回キネマ旬報ベスト・テン
  - ベスト・テン6位
  - 読者選出ベスト・テン5位
- 第25回ブルーリボン賞
  - ベストテン[要追加記述]
- 映画芸術ベストテン7位[要出典]
- 映画ファンのための映画まつり
  - ベストテン4位[要出典]